# 六线鳚
六线鳚（学名：Ernogrammus hexagrammus）为线鳚科六线鳚属的鱼类。在中国，分布于黄海、渤海等海域。该物种的模式产地在日本。